# Kirchweg 2 (Gernrode)

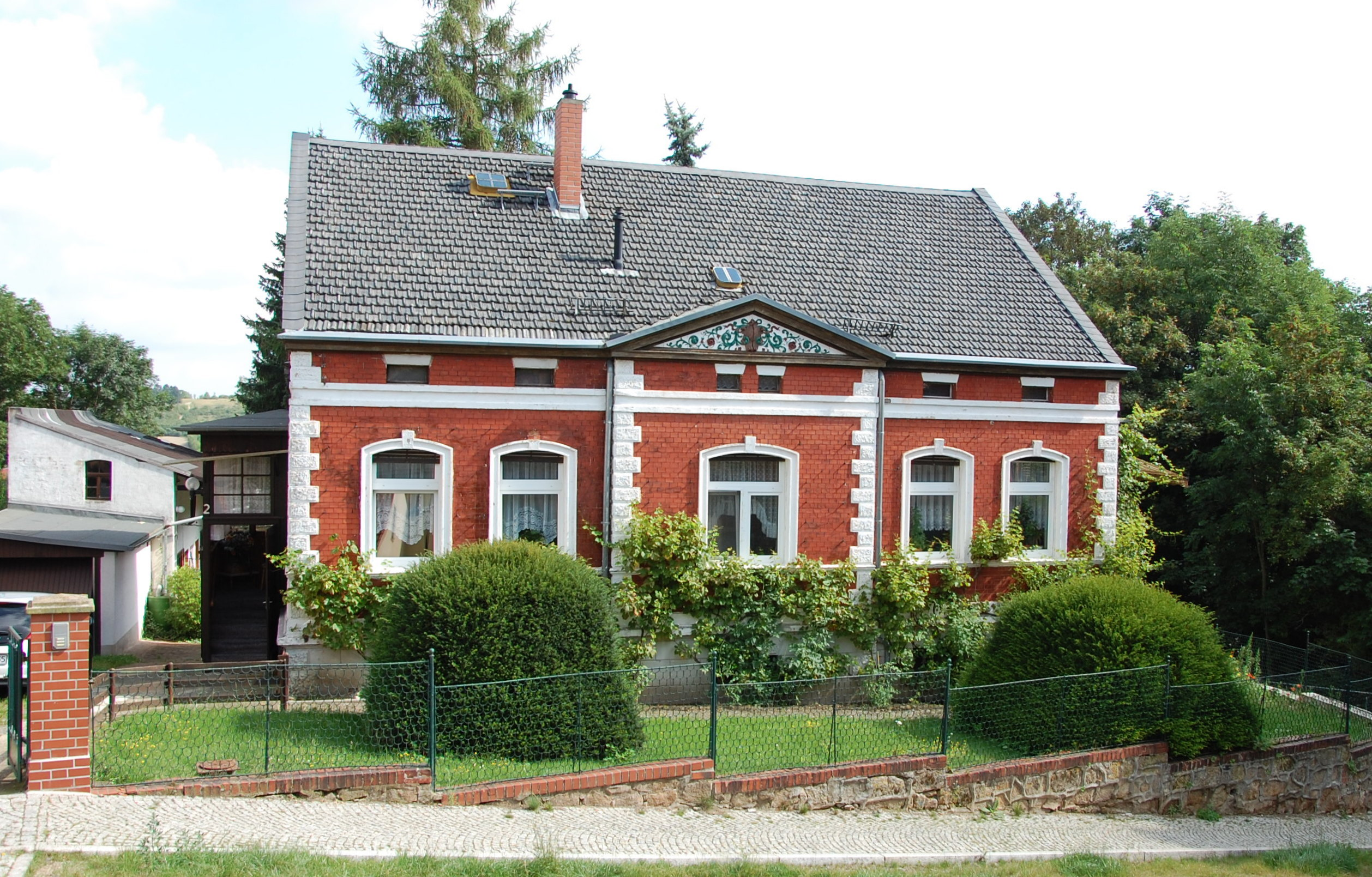
Haus Kirchweg 2

Das Haus Kirchweg 2 ist ein denkmalgeschütztes Gebäude in dem zur Stadt Quedlinburg in Sachsen-Anhalt gehörenden Ortsteil Stadt Gernrode.

## Lage
Das Haus befindet sich westlich der Gernröder Altstadt auf der Ostseite des Kirchwegs und ist im örtlichen Denkmalverzeichnis als Wohnhaus eingetragen.

## Architektur und Geschichte
Das kleine Wohnhaus entstand in der Zeit um 1900. Die Fassade des aus roten Klinkern gebauten Hauses ist symmetrisch gestaltet und wird durch einen Mittelrisaliten geprägt. Die Fassadengliederung erfolgt durch Gesimse, Fensterumrahmungen und aus Putz erstellte Eckquaderungen.